# Maroscsúcs

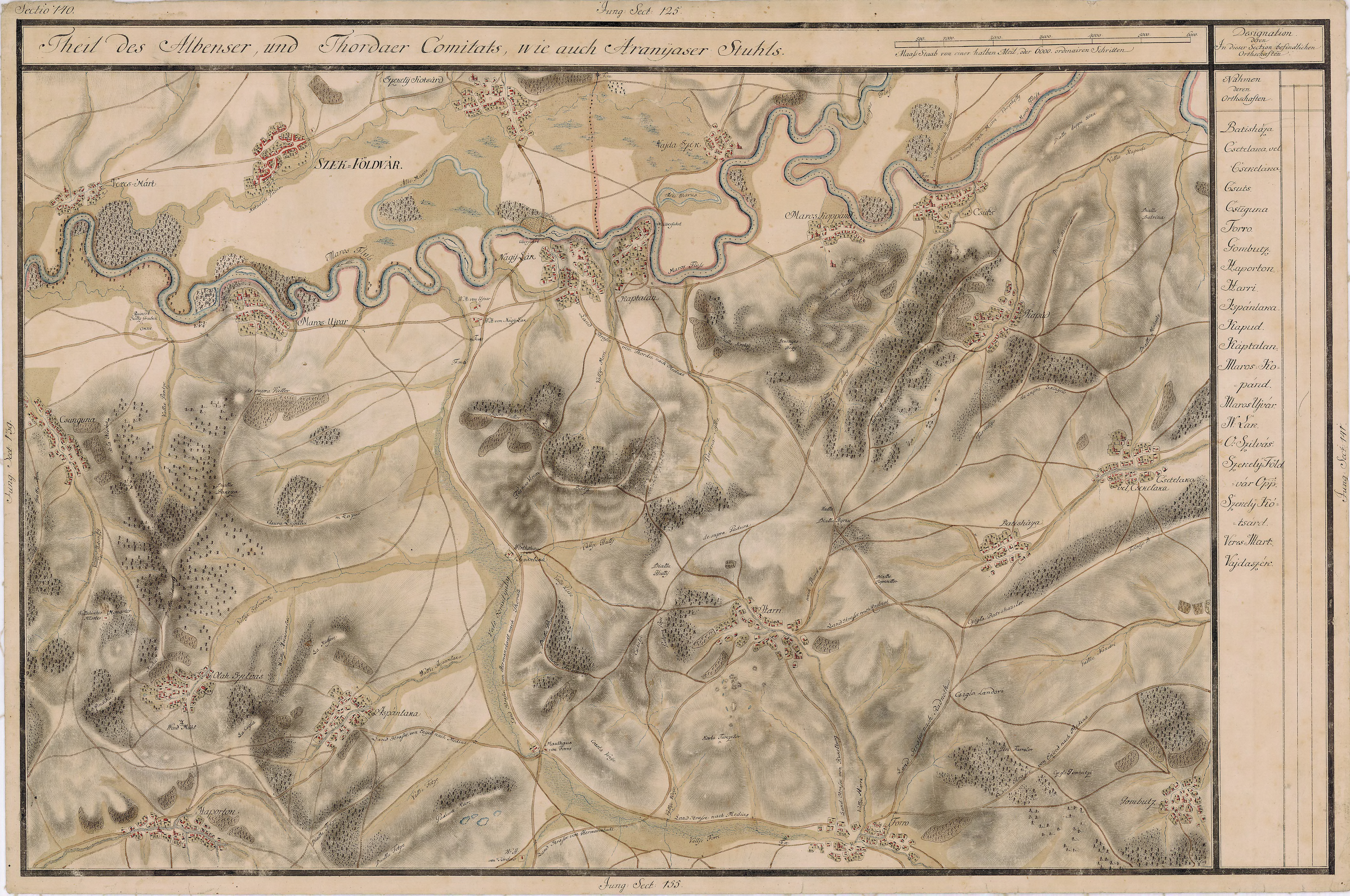
Maroscsúcs környéke 1770 körül

Maroscsúcs település Romániában, Fehér megyében.

## Fekvése
Marosújvártól északkeletre, a Maros folyó egyik csúcsában, Maroskoppánd és Gábod közt fekvő település.

## Nevének eredete
Nevét valószínűleg a Maros folyó itteni csúcs alakú kanyarjától kaphatta.

## Története
Maroscsúcs Árpád-kori település. Nevét már 1299-ben említette egy oklevél Chuch néven, mint a Csúcsi család tagjainak birtokát.
1305-ben Chuchi Márton fia Péter eladták itteni öröklött földjük harmadát egy oklevél szerint.
1440-ben Chuchi Miklós és felesége Dengelegi Margit és leányuk Borbála van említve, mint dengelegi részbirtokos.
1501-ben Csúcsi Tomori Pál erdélyi sókamarás és ugyanő 1509-ben fogarasi várnagy, 1511-ben pedig kolozsmonostori guberátor volt.
1521-ben Csúcsi Tomori Istvánt említi egy oklevél mint kolozsmonostori jószágigazgatót, valamint 1523-1526 között mint erdélyi alvajdát.
1532-ben Csúcsi Tomori Zsigmond Budafelhévizi prépost és Gyulafehérvári őrkanonok volt.
1534-ben Csúcsi Tomori Miklós fogarasi, majd budai várnagyként volt említve, 1536-ban pedig kolozsmonostori guberátorként.
A 20. század elején Alsó-Fehér vármegye Marosújvári járásához tartozott.
1910-ben 483 lakosa volt, ebből 201 volt magyar, 240 román, 42 pedig cigány, melyből 14 római katolikus, 275 görögkatolikus, 175 református volt.

## Híres szülöttei
- Vásárhelyi János református püspök (1888 Maroscsúcs - Kolozsvár, 1960. december 11.)
- Lőte József (Maroscsúcs, 1856. március 19. - Budapest, 1938. július 13) orvos, kórélettani kutató, egyetemi tanár, az EKE választmányi tagja
- Itt van eltemetve a családi sírboltba Gáspár János (Torockószentgyörgy, 1816. október 27. - Nagyenyed, 1892. február 6.) az erdélyi gyermekirodalom kiemelkedő alakja.